# Konrád Antal
Konrád Antal (Budapest, 1943. november 12. –) Kazinczy-díjas magyar színművész.

## Életpályája
1966-ban végezte el a Színház- és Filmművészeti Főiskolát, majd a Nemzeti Színházhoz szerződött. 1968 és 1973 között az Operettszínház, majd ismét a Nemzeti Színház tagja volt. 1979 óta a Thália Színház, illetve az Arizona Színház tagja. Jelenleg a Budaörsi Játékszín társulatának tagja. Pályája során széles szerepskálát játszott el, hősszerelmestől az idős karakterszerepekig, énekes és prózai darabokban.

## Színházi szerepek
- Hugo von Hofmannsthal: Akárki....A Mester
- Stephen Poliakoff: ... és te, szépségem, igen-igen, te... (Cukorváros)
- Csehov: Cseresznyéskert....Firsz, öreg inas
- Gábor Andor: Dollárpapa....Koltay János, tanár
- William Somerset Maugham: Dzsungel....Morrison
- Bulgakov: A Mester és Margarita....Júdás
- John Steinbeck: Egerek és emberek....Whit
- George Axelrod: Goodbye Charlie....Greg Morris
- William Somerset Maugham: Imádok férjhez menni
- Karinthy Ferenc: Leánykereskedő....Borisz
- Szigligeti Ede: Liliomfi....Szilvai Tódor
- Örkény István: Macskajáték....Csermlényi Viktor
- Kálmán Imre: Marica grófnő....Gróf Hochstappler Móric
- Joe Bettancourt: A New York-i páparablás....O'Hara kardinális
- Csongrádi Kata: A Nofretéte-akció....Sir Wilsbury
- Molnár Ferenc: Olympia....Krehl, osztrák csendőr-alezredes
- Büki Attila: Sára holdja....Csöves
- Vadnai László – Békeffi István – Márkus Alfréd: Tisztelt Ház....Elnök
- Ábrahám Pál: Viktória....Pörkölty János, Dorozsma polgármestere
- Németh László: VII. Gergely....Crescentius

## Rendezései
- Lázár Ervin:  A hétfejű tündér
- Szilágyi Andor: Leánder és Lenszirom

## Filmes és sorozatszerepei
| Év   | Magyar cím                                 | Eredeti cím                     | Szerep                    | Megjegyzés        |
| ---- | ------------------------------------------ | ------------------------------- | ------------------------- | ----------------- |
| 2007 | Zsaruvér és Csigavér III.: A szerencse fia | -                               | Dávid                     | TV film           |
| 2007 | Tűzvonalban                                | -                               | Harmath Kornél            | epizódszerep      |
| 2004 | Hawking és az univerzum                    |                                 | –                         | narrátor          |
| 2003 | Az oroszlán télen                          | The Lion in Winter              | Toastmaster               |                   |
| 2000 | Millenniumi mesék – A pici                 | -                               | Magyar orvos              | epizódszerep      |
| 2000 | Hitler és a Holokauszt                     |                                 |                           | TV film, narrátor |
| 1999 |                                            | Mary, Mother of Jesus           | Innkeeper                 |                   |
| 1997 |                                            | The Gambler                     |                           |                   |
| 1994 |                                            | Royce                           | Stolltz kapitány          |                   |
| 1993 | Frici, a vállalkozó szellem                |                                 | Lovász úr                 | TV-sorozat        |
| 1991 | Hamis a baba                               | –                               | Kamiontelep-vezető        |                   |
| 1990 | Léghajóval a lombsátor felett              |                                 | –                         | TV film, narrátor |
| 1987 | Nyolc évszak                               | –                               | Bidder                    | mini tv-sorozat   |
| 1984 | Különös házasság                           | –                               |                           | mini tv-sorozat   |
| 1983 | Vérszerződés                               |                                 | Pincér                    |                   |
| 1983 |                                            | Au nom de tous les miens        | Un solOdat allemand       |                   |
|      | Fürkész történetei – A Naptár              | –                               |                           | epizódszerep      |
| 1982 | Kettévált mennyezet                        | –                               | Doktor                    |                   |
| 1981 | Requiem                                    | –                               | Német katona              |                   |
| 1980 | IV. Henrik király                          |                                 |                           | TV film           |
| 1979 | Angi Vera                                  | –                               |                           |                   |
| 1977 | Nyúlkenyér                                 | –                               |                           |                   |
| 1976 | Köznapi legenda                            | –                               | Anyakönyvvezető-gyakornok |                   |
| 1976 | Fekete gyémántok                           | -                               | István gróf               |                   |
| 1976 | Kántor – Az erdész halála                  | –                               |                           | epizódszerep      |
| 1975 | Szépség Háza                               | –                               |                           | TV film           |
| 1975 | Ereszd el a szakállamat!                   | –                               |                           |                   |
| 1974 | Keménykalap és krumpliorr                  | –                               | sofőr                     |                   |
| 1973 | Csokonai Vitéz Mihály: Dorottya            | –                               | Szemő                     | TV film           |
| 1971 | Egy óra múlva itt vagyok…                  | –                               | Lajtai zászlós            | mini tv-sorozat   |
| 1971 | Aszfalt mese                               |                                 |                           | TV film           |
| 1970 | Gyula vitéz télen-nyáron                   | –                               | Zsigmond                  |                   |
| 1967 | Ezek a fiatalok                            | –                               |                           |                   |
|      | Cid                                        |                                 |                           | TV film, színész  |
|      | Léghajóval Ausztráliában                   |                                 | –                         | TV film, narrátor |
|      | Szelek útján                               |                                 | –                         | TV film, narrátor |
| 1937 | Hófehérke és a hét törpe                   | Snow White and the seven dwarfs | Vadász                    |                   |

## Sorozatbeli szinkronszerepek
| Sorozat               | Szerep                                      | Színész                   | Megjegyzés              |
| --------------------- | ------------------------------------------- | ------------------------- | ----------------------- |
| A felügyelő           | Robert Heines                               | Reinhard Glemnitz         |                         |
| Dempsey és Makepeace  | Chief Supt.                                 | Gordon Spikings Ray Smith | 2. hang                 |
| Csengetett, Mylord?   | James Twelvetrees                           | Jeffrey Holland           |                         |
| Anna                  | Stefan Pelzer                               | Eberhard Feik             |                         |
| „Y” hadművelet        | Osako                                       | Vadin Glowka              |                         |
| Az Onedin család      | Robert Onedin                               | Brian Rawlinson           |                         |
| A rendőrség száma 110 | Lutz Zimmermann                             | Lutz Riemann              | A 88. részben.          |
| Dinasztia             | Garrett Boydston                            | Ken Howard                |                         |
| Kaliforniába jöttem   | Philip Banks                                | James Avery               |                         |
| Váratlan utazás       | Clive Pettibone                             | David Fox                 |                         |
| Gyilkos utcák         | Det. Stanley Stan "The Big Man" Bolander    | Ned Beatty                |                         |
| A nemesi ház          | Four Finger Wu                              | Khigh Dhiegh              |                         |
| Maigret               | Janvier felügyelő                           | Jack Galloway             |                         |
| Kettős bevetés        | Bertil Jensen                               | Gerhard Garbers           |                         |
| Árnyékember           | Fritz Gehlen                                | Heiner Lauterbach         |                         |
| Kerge város           | Mayor Randall M. Winston Jr.                | Barry Bostwick            |                         |
| Rendőrakadémia        | Sgt. Rusty Ledbetter                        | Rod Crawford              |                         |
| Maffiózók             | Jimmy Altieri                               | Joseph Badalucco Jr.      |                         |
| Országutak őrangyala  | Jacob Calder                                | G. Gordon Liddy           |                         |
| 24                    | Aaron Pierce                                | Glenn Morshower           |                         |
| A főnök               | Det. Lt. Provenza                           | G.W. Bailey               |                         |
| Ments meg!            | Kenny Shea                                  | John Scurti               |                         |
| A hálózat csapdájában | Mr. Olivier                                 | Jim Byrnes                |                         |
| Törekvő tanerők       | Dick Green                                  | Phil Hendrie              |                         |
| Deadwood              | Eddie Sawyer                                | Ricky Jay                 |                         |
| Fekete vipera         | General Sir Anthony Cecil Hogmanay Melchett | Stephen Fry               |                         |
| Downton Abbey         | Charles Carson                              | Jim Carter                |                         |
| Ki vagy, doki?        | Winston Katusi                              | Allister Bain             | Az idő végzete, 1. rész |

## CD-k és hangoskönyvek
- Leslie L. Lawrence: Sindzse szeme